# La Motte (Var)
Motte – miejscowość i gmina we Francji, w regionie Prowansja-Alpy-Lazurowe Wybrzeże, w departamencie Var.
Według danych na rok 1990 gminę zamieszkiwały 1993 osoby, a gęstość zaludnienia wynosiła 71 osób/km² (wśród 963 gmin regionu Prowansja-Alpy-W. Lazurowe Motte plasuje się na 271. miejscu pod względem liczby ludności, natomiast pod względem powierzchni na miejscu 361.).